# إبراهيم شاه (سلطان جوهر)
السلطان إبراهيم شاه بن يام توان مودا راجا باجو هو ثامن سلاطين جوهر، وهو من نسل سلاطين ملقا، حكم من 1677 إلى 1685. كان الابن الوحيد المعروف لراجا باجو وتلى العرش بعد وفاة ابن عمه عبد الجليل شاه الثالث.
في عام 1678 أقنع القائد العسكري تون عبد الجميل إبراهيم شاه بنقل عاصمته إلى رياو لقمع قوات جمبي بشكل فعال، ولقد نجحت خطته في استعادة العاصمة القديمة باتو سوار بنجاح. وأخضع قوات جمبي أخيرًا في عام 1679. وفي عام 1681 ساعدت قوات جوهر جمبي التي أصبحت تابعة لها في هزيمة باليمبانج وحلفائها.
توفي إبراهيم شاه في رياو في 16 فبراير 1685 مسمومًا من قبل إحدى زوجاته الثلاث، وخلفه ابنه محمود شاه الثاني.